# 突撃!歌謡大行進
突撃!歌謡大行進（とつげきかようだいこうしん）は、1982年10月4日から1983年9月30日まで、文化放送の平日昼の時間帯（月曜 - 金曜 16:00 - 16:45)で放送されていたラジオ番組（帯番組）。

## 概要
当時文化放送の平日において、他の帯番組が一人のメインパーソナリティが月曜日から金曜日まで通して出演していた番組であったのに対し、当番組は日替わりであった。パーソナリティには大物芸能人も多く起用され、これに月刊ラジオマガジン（モーターマガジン社）1982年11月号において「文化放送の午後を変える意気込み」と報じられていた。
同じく大物芸能人らが日替わりで出演していた平日昼の時間帯（月曜 - 土曜 15:00 - 16:00 → 1974年10月から月曜 - 金曜 12:00 - 13:00・土曜 15:00 - 16:00）の帯番組『歌謡大行進』（1969年4月 - 1977年10月）のタイトルを引き継いだ。
主な対象リスナーは、主婦、ドライバーなど。当番組は、各パーソナリティのスケジュールによって生放送と録音放送の2パターンで放送されていた。

## パーソナリティ

### 1982年10月 - 1983年3月
- 月曜：和田アキ子、斎藤清六
- 火曜：せんだみつお、すどうかずみ
- 水曜：山本晋也、シュガー
- 木曜：細川たかし、高田みづえ
- 金曜：五月みどり、片岡鶴太郎

### 1983年4月 - 1983年9月
- 月曜：北島三郎、高田みづえ
- 火曜：五月みどり、片岡鶴太郎
- 水曜：山本晋也、すどうかずみ
- 木曜：和田アキ子、斎藤清六
- 金曜：三波春夫、中原理恵

## コーナー

### タイムテーブル
- 16:00 - オープニング
- 16:03 - 突撃ラジオくいこみドンドン
- 16:20 - 突撃LOVEラブテレフォン
- 16:31 - トヨタ歌謡リクエスト・日本全国絶好調!（NRN系列全国ネット枠）
- 16:40 - エンディング

### その他のコーナー
- 男と女はればれジョッキー[1]
- 歌謡一番星[1]